# Aquila africana
Aquila africana е вид птица от семейство Ястребови (Accipitridae).

## Разпространение
Видът е разпространен в Ангола, Бурунди, Габон, Гана, Гвинея, Екваториална Гвинея, Камерун, Демократична република Конго, Република Конго, Кот д'Ивоар, Либерия, Нигерия, Руанда, Сиера Леоне, Того, Уганда и Централноафриканската република.